# NGC 2205
NGC 2205 је елиптична галаксија у сазвежђу Сликар која се налази на NGC листи објеката дубоког неба.
Деклинација објекта је - 62° 32' 19" а ректасцензија 6h 10m 32,8s. Привидна величина (магнитуда) објекта NGC 2205 износи 12,7 а фотографска магнитуда 13,7. NGC 2205 је још познат и под ознакама ESO 86-63, AM 0610-623, PGC 18551.